# Euforia (álbum de Fito Páez)
| Críticas profissionais | Críticas profissionais |
| Avaliações da crítica  | Avaliações da crítica  |
| Fonte                  | Avaliação              |
| ---------------------- | ---------------------- |
| Allmusic               | [ 1 ]                  |

Euforia é o primeiro álbum ao vivo, e também o primeiro acústico, do cantor e compositor de rock argentino Fito Páez. O álbum traz os maiores sucessos dos 9 discos anteriores, além de 3 músicas inéditas (Dar es dar, Cadáver exquisito e Tus regalos deberían de llegar), em versões acústicas. É um disco mais acústico e mais cheio de melodias devido a presença de orquestra, e também pelo fato de ter sido um álbum acústico, foi um dos que não levaram o nome da emissora MTV, uma vez que o rosarino decidiu gravar de forma independente. Foi gravado de forma independente, nos estúdios da TV Telefe, na capital portenha em 1996.

## Faixas
- Todas as canções foram compostas por Fito Páez

| N.º            | Título                           | Álbum Original                    | Duração |  |
| 1.             | "Y Dale Alegría a Mi Corazón"    | Tercer mundo (1990)               | 1:39    |  |
| 2.             | "Cadáver Exquisito"              | Inédita                           | 5:37    |  |
| 3.             | "11 y 6"                         | Giros (1985)                      | 4:25    |  |
| 4.             | "El Chico de la Tapa"            | Tercer mundo (1990)               | 4:18    |  |
| 5.             | "Mariposa Tecknicolor"           | Circo Beat (1994)                 | 4:21    |  |
| 6.             | "Circo Beat"                     | Circo Beat (1994)                 | 5:18    |  |
| 7.             | "Tus Regalos Deberían de Llegar" | Inédita                           | 5:39    |  |
| 8.             | "Por Siete Vidas (Cacería)"      | Ey! (1988)                        | 5:11    |  |
| 9.             | "Tumbas de la Gloria"            | El Amor Después del Amor (1992)   | 4:30    |  |
| 10.            | "Parte del Aire"                 | La La La (1986)                   | 5:02    |  |
| 11.            | "Dar es Dar"                     | Inédita                           | 3:08    |  |
| 12.            | "Tres Agujas"                    | Del 63 (1984)                     | 5:29    |  |
| 13.            | "A Rodar Mi Vida"                | El Amor Después del Amor (1992)   | 4:44    |  |
| 14.            | "Un Vestido y Un Amor"           | El Amor Después del Amor (1992)   | 4:50    |  |
| 15.            | "Ciudad de Pobres Corazones"     | Ciudad de Pobres Corazones (1987) | 6:32    |  |
| 16.            | "Del '63"                        | Del '63 (1984)                    | 3:18    |  |
| Duração total: | Duração total:                   | Duração total:                    | 74:02   |  |

## Músicos
- Fito Páez: lead vocais e back -vocals, pianos e organ
- Gabriel Carámbula: guitarras, harmônica e back-vocal
- Guillermo Vadalá: baixos
- Pomo: bateria
- Nico Cota: percusiones, clarinete e back-vocal
- Gruingui Herrera: guitarras e back-vocal

## Vendas e Certificações
| Ano  | Órgão | Formato | Certificação | Vendas    | Ref.        |
| ---- | ----- | ------- | ------------ | --------- | ----------- |
| 1996 | CAPIF | CD      | 2× platina   | 200,000 + | [ 2 ] [ 3 ] |
| 1996 | CAPIF | DVD     | Ouro         | 120.000 + | [ 4 ]       |